# Legacy of the Beast World Tour
Tournées par Iron Maiden
The Book of Souls World Tour
(2016-2017) The Future Past World Tour
(2023-2024)
Legacy of the Beast World Tour était une tournée mondiale de concerts du groupe de heavy metal anglais Iron Maiden, nommée d'après la bande dessinée et le jeu vidéo sortis par le groupe en 2017. Décrit comme une tournée historique, le manager d'Iron Maiden, Rod Smallwood, a révélé que les concerts et la conception de la scène présenteront « un certain nombre de « mondes » différents mais imbriqués avec une setlist couvrant une large sélection de matériel des années 1980 avec une poignée de surprises d'albums ultérieurs ». La tournée a commencé à Tallinn, en Estonie, en mai 2018 et s'est terminée en octobre 2022 à Tampa, en Floride. Le groupe a donné quatre concerts en France, au Hellfest 2018, deux concerts à l'Accor Arena de Paris en 2018 et un concert à Paris La Défense Arena en 2022.

## Contexte

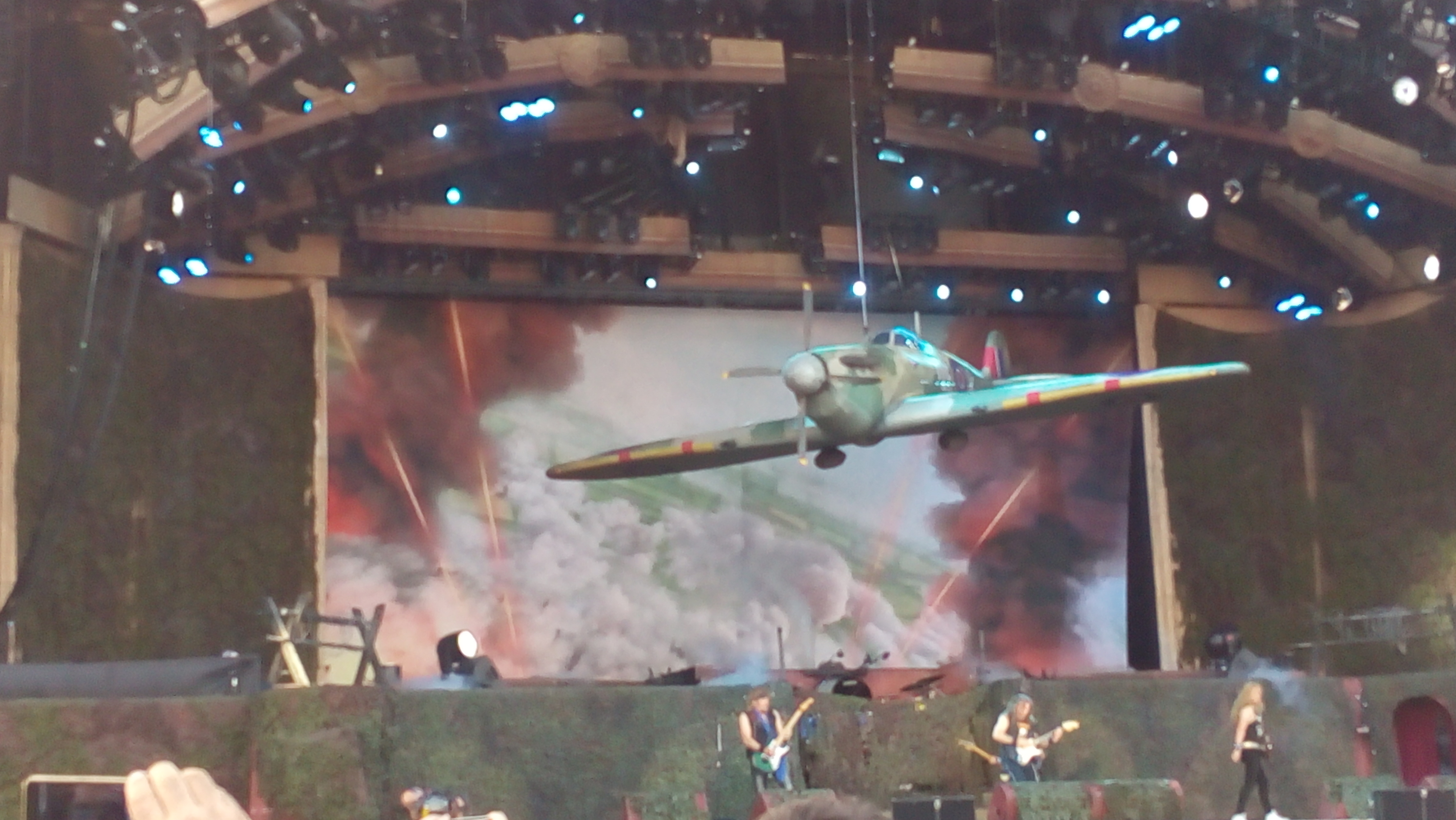
Spifire suspendu à la scène durant Aces High lors du concert à Prague en 2018.

La production et la setlist de la tournée Legacy of the Beast ont été inspirées par le jeu vidéo du même nom. La première étape, composée de 38 dates européennes en 2018, a été annoncée le 13 novembre 2017. La tournée a été prolongée en 2019 avec des dates en Amérique du Nord et du Sud, puis en 2020 avec des dates en Australie, en Nouvelle-Zélande, en Asie (avec leur tout premier concert aux Philippines) et une autre en Europe.
En mars, il a été annoncé que les concerts de 2020 en Océanie, au Download Festival et aux Philippines étaient annulés en raison de la pandémie de COVID-19. En avril 2020, l'annulation, puis le report à 2021, des concerts au Japon, du festival Copenhague, du Graspop Metal Meeting en Belgique, de Wiener Neustadt en Autriche, d'Allemagne, de Paris, de Tons of Rock et de Dubaï ont été annoncés. La même année, la tournée 2021 a été annulée et la plupart des concerts européens ont été reportés à 2022. Le groupe a annulé ses concerts à Kiev et Moscou en raison de l'invasion russe de l'Ukraine en 2022 afin de garantir la sécurité de ses fans.
Avec 140 concerts, ce fut la plus longue tournée avec Bruce Dickinson au chant depuis la tournée Somewhere on Tour de 1986-1987. Iron Maiden s'est produit devant plus de 3,5 millions de fans et a été récompensé par les prix CAA et K2,.
La tournée a été considérée à la fois par les fans et les journalistes comme la plus élaborée et la plus réussie à ce jour (elle a depuis été devancée par la tournée Run for Your Lives en 2025). Iron Maiden a été la tête d'affiche du festival brésilien Rock in Rio à deux reprises et s'est régulièrement produit devant des auditoires de 50 000 et 100 000 personnes. En juillet 2022, Pollstar a publié la liste des 150 meilleurs artistes en tournée récapitulant les données des têtes d'affiche et des concerts en solo en Amérique du Nord entre 1981 et 2021. Iron Maiden a atteint la 35e place avec environ 9,2 millions de billets vendus au cours de cette période.

## Premières parties

### 2018
- Killswitch Engage (26 mai – 1 juillet; 31 juillet – 11 août)
- The Raven Age (10 juin – 17 juillet)
- Tremonti (9–18 juillet)
- Gojira (14 juillet)
- Sabaton (14 juillet)
- Rhapsody of Fire (17 juillet)

### 2019
- The Raven Age (18 juillet – 15 octobre)
- Fozzy (14 septembre)
- Rage in My Eyes (9 octobre)
- Serpentor (12 otobre)

### 2022
- Lord of the Lost (31 mai, 2, 7, 20 et 30 juin; 2, 4, 7, 9, 10 et 24 juillet)
- Shinedown (7 et 13 juin)
- Airbourne (13, 20, 26 et 27 juin; 2, 4, 7, 9, 10, 20, 22, 26, 29 et 31 juillet)
- Powerwolf (20 juillet)
- The Hellacopters (22 juillet)
- Within Temptation (24, 29 et 31 juillet toutes les dates d'Octobre)
- Sabaton (26 juillet)
- Avatar (27, 30 août and 4 septembre)
- Mastodon (7 septembre)
- Trivium (11–30 septembre)

## Setlist

### 2018-2019
La setlist de la première partie de la tournée Legacy of the Beast en 2018-2019 comportait 16 chansons, dont 1 de Iron Maiden, 3 de The Number of the Beast, 4 de Piece of Mind, 2 de Powerslave, 1 de Seventh Son of a Seventh Son, 1 de Fear of the Dark, 1 de The X Factor, 1 de Virtual XI, 1 de Brave New World et 1 d'A Matter of Life and Death,. La setlist de cette tournée marque également le retour après 32 ans de Flight of Icarus, qui n'avait pas été joué depuis la tournée Somewhere on Tour de 1986.
- Doctor Doctor (chanson d'UFO)
- Churchill's Speech (intro)

1. Aces High
2. Where Eagles Dare
3. 2 Minutes to Midnight
4. The Clansman
5. The Trooper
6. Revelations
7. For the Greater Good of God
8. The Wicker Man
9. Sign of the Cross
10. Flight of Icarus
11. Fear of the Dark
12. The Number of the Beast
13. Iron Maiden
14. Rappel : The Evil that Men Do
15. Hallowed Be Thy Name
16. Run to the Hills

- Always Look on the Bright Side of Life (chanson de Monty Python)

### 2022
La setlist de la deuxième partie de la tournée voit l'arrivée de 4 nouvelles chansons, dont 3 du dernier album studio Senjutsu et Blood Brothers de Brave New World à la place de Where Eagles Dare, For the Greater Good of God, The Wicker Man et The Evil  that Men Do.
- Transylvania
- Doctor Doctor (chanson d'UFO)

1. Senjutsu
2. Stratego
3. The Writing on the Wall
4. Revelations
5. Blood Brothers
6. Sign of the Cross
7. Flight of Icarus
8. Fear of the Dark
9. Hallowed Be Thy Name
10. The Number of the Beast
11. Iron Maiden
12. Rappel : The Trooper
13. The Clansman
14. Run to the Hills
15. Deuxième rappel : Churchill's Speech (intro) / Aces High

- Always Look on the Bright Side of Life (chanson de Monty Python)

## Production

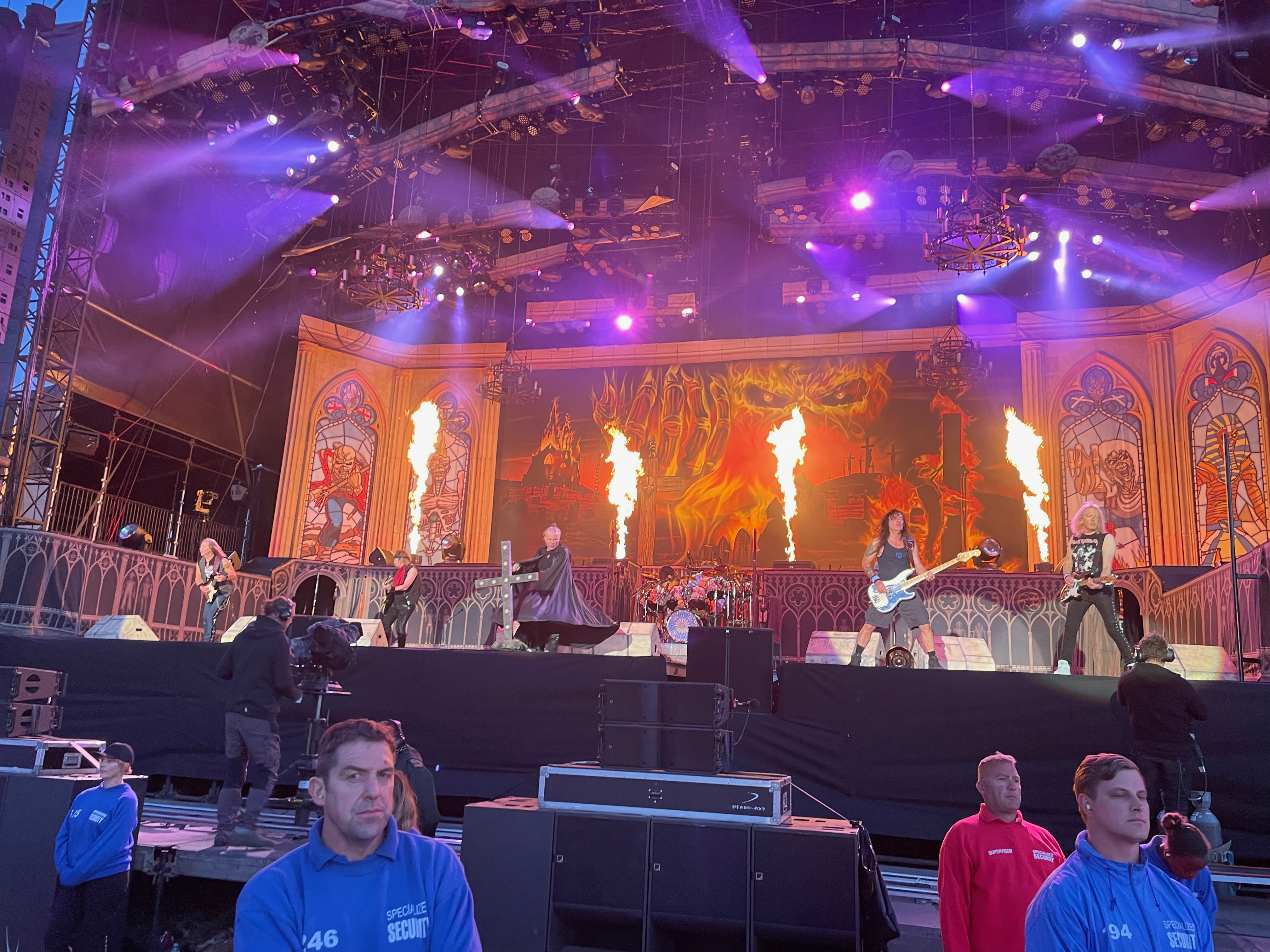
Iron Maiden performant The Number of the Beast lors du Download Festival 2022.

Avec la tournée Legacy of the Beast World Tour, Iron Maiden a livré ce qui restera comme l’un des spectacles les plus ambitieux et théâtraux de toute sa carrière. La production scénique montrait un récit visuel inspiré du jeu vidéo du même nom, chaque partie du concert représentant un royaume emblématique de leur mythologie : la guerre, la religion, le chaos, ou encore l’enfer.
La première partie du spectacle, centrée sur le thème de la guerre avec les chansons Aces High, Where Eagles Dare et 2 Minutes to Midnight. Un avion de chasse Spitfire grandeur nature, suspendu au-dessus de la scène et animé mécaniquement, évoquant les combats aériens de la Seconde Guerre mondiale lors de Aces High. Cet élément scénique devient rapidement l’un des symboles visuels les plus marquants de la tournée.
Les autres parties du concert sont soutenues par des décors dynamiques qui évoluent tout au long de la représentation. On y retrouve notamment des vitraux gothiques, des arches en ruines pendant Revelations, une croix lumineuse suspendue utilisée comme pièce centrale pour Sign of the Cross ou encore le chanteur Bruce Dickinson magant un lance-flamme pendant Flight of Icarus. La scénographie intègre également des éléments pyrotechniques importants. Pendant The Number of the Beast, des croix s’embrasent sur scène, accompagnées de jets de flammes et d’un jeu de lumières rouges et orange renforçant l’imagerie infernale de la chanson.
Le personnage d’Eddie, mascotte emblématique du groupe, apparaît à plusieurs reprises sur scène sous différentes formes. Dans un premier temps, lors de The Trooper, un Eddie soldat grandeur nature affronte Bruce Dickinson dans une chorégraphie simulant un combat. Lors du morceau Iron Maiden, une version géante animée d’Eddie surgit à l’arrière de la scène, dotée de bras mobiles et d’un éclairage LED intégré.

## Dates de la tournée
| Date            | Ville       | Pays            | Lieu                             |
| --------------- | ----------- | --------------- | -------------------------------- |
| 26 mai 2018     | Tallinn     | Estonie         | Saku Suurhall                    |
| 28 mai 2018     | Helsinki    | Finlande        | Hartwall Arena                   |
| 29 mai 2018     | Helsinki    | Finlande        | Hartwall Arena                   |
| 1 juin 2018     | Stockholm   | Suède           | 3Arena                           |
| 3 juin 2018     | Trondheim   | Norvège         | Dahls Arena                      |
| 5 juin 2018     | Copenhague  | Danemark        | Royal Arena                      |
| 7 juin 2018     | Norje       | Suède           | Norje Havsbad                    |
| 9 juin 2018     | Munich      | Allemagne       | Königsplatz                      |
| 10 juin 2018    | Hanovre     | Allemagne       | Expo Plaza                       |
| 13 juin 2018    | Berlin      | Allemagne       | Waldbühne                        |
| 16 juin 2018    | Florence    | Italie          | Visarno Arena                    |
| 17 juin 2018    | Nickelsdorf | Autriche        | Pannonia Fields II               |
| 20 juin 2018    | Prague      | Tchéquie        | Letňany Airport                  |
| 22 juin 2018    | Dessel      | Belgique        | Festivalpark Stenehei            |
| 24 juin 2018    | Clisson     | France          | Val de Moine                     |
| 26 juin 2018    | Genève      | Suisse          | SEG Geneva Arena                 |
| 28 juin 2018    | Sopron      | Hongrie         | Lővér Camping Site               |
| 30 juin 2018    | Frioburg    | Allemagne       | Messe                            |
| 1 juillet 2018  | Arnhem      | Pays-Bas        | Gelredome                        |
| 5 juillet 2018  | Paris       | France          | Accor Arena                      |
| 6 juillet 2018  | Paris       | France          | Accor Arena                      |
| 9 juillet 2018  | Milan       | Italie          | San Siro Ippodromo               |
| 10 juillet 2018 | Zurich      | Suisse          | Hallenstadion                    |
| 13 juillet 2018 | Lisbonne    | Portugal        | MEO Arena                        |
| 14 juillet 2018 | Madrid      | Espagne         | Estadio Metropolitano            |
| 17 juillet 2018 | Trieste     | Italie          | Piazza Unità d'Italia            |
| 20 juillet 2018 | Athènes     | Grèce           | Terra Vibe Park                  |
| 22 juillet 2018 | Plovdiv     | Bulgarie        | Plovdiv Stadium                  |
| 24 juillet 2018 | Zagreb      | Croatie         | Arena Zagreb                     |
| 27 juillet 2018 | Cracovie    | Pologne         | Tauron Arena Kraków              |
| 28 juillet 2018 | Cracovie    | Pologne         | Tauron Arena Kraków              |
| 31 juillet 2018 | Newcastle   | Angleterre      | Metro Radio Arena                |
| 2 août 2018     | Belfast     | Irlande du Nord | SSE Arena                        |
| 4 août 2018     | Aberdeen    | Ecosse          | Exhibition and Conference Centre |
| 6 août 2018     | Manchester  | Angleterre      | Manchester Arena                 |
| 7 août 2018     | Birmingham  | Angleterre      | Genting Arena                    |
| 10 août 2018    | Londres     | Angleterre      | O2 Arena                         |
| 11 août 2018    | Londres     | Angleterre      | O2 Arena                         |

| Date              | Ville          | Pays       | Lieu                             |
| ----------------- | -------------- | ---------- | -------------------------------- |
| 18 juillet 2019   | Sunrise        | États-Unis | Amerant Bank Arena               |
| 20 juillet 2019   | Atlanta        | États-Unis | Cellairis Amphitheatre           |
| 22 juillet 2019   | Charlotte      | États-Unis | PNC Music Pavilion               |
| 24 juillet 2019   | Bristow        | États-Unis | Jiffy Lube Live                  |
| 26 juillet 2019   | Brooklyn       | États-Unis | Barclays Center                  |
| 27 juillet 2019   | Brooklyn       | États-Unis | Barclays Center                  |
| 30 juillet 2019   | Philadelphie   | États-Unis | Wells Fargo Center               |
| 1 août 2019       | Mansfield      | États-Unis | Xfinity Center                   |
| 3 août 2019       | Hartford       | États-Unis | Xfinity Theatre                  |
| 5 août 2019       | Montréal       | Canada     | Centre Bell                      |
| 7 août 2019       | Quebec         | Canada     | Videotron Centre                 |
| 9 août 2019       | Toronto        | Canada     | Budweiser Stage                  |
| 10 août 2019      | Toronto        | Canada     | Budweiser Stage                  |
| 13 août 2019      | Buffalo        | Etats-Unis | KeyBank Center                   |
| 15 août 2019      | Cincinnati     | Etats-Unis | Riverbend Music Center           |
| 17 août 2019      | Pittsburgh     | Etats-Unis | PPG Paints Arena                 |
| 19 oût2 019       | Nashville      | Etats-Unis | Bridgestone Arena                |
| 22 août 2019      | Tinley Park    | Etats-Unis | Hollywood Casino Amphitheatre    |
| 24 août 2019      | Noblesville    | Etats-Unis | Ruoff Home Mortgage Music Center |
| 26 août 2019      | Saint Paul     | Etats-Unis | Xcel Energy Center               |
| 28 août 2019      | Winnipeg       | Canada     | Canada Life Centre               |
| 30 août 2019      | Edmonton       | Canada     | Rogers Place                     |
| 31 août 2019      | Calgary        | Canada     | Scotiabank Saddledome            |
| 3 septembre 2019  | Vancouver      | Canada     | Rogers Arena                     |
| 5 septembre 2019  | Tacoma         | Etats-Unis | Tacoma Dome                      |
| 6 septembre 2019  | Portland       | Etats-Unis | Moda Center                      |
| 9 septembre 2019  | Sacramento     | Etats-Unis | Golden 1 Center                  |
| 10 septembre 2019 | Oakland        | Etats-Unis | Oakland Arena                    |
| 13 septembre 2019 | Las Vegas      | Etats-Unis | MGM Grand Garden Arena           |
| 14 septembre 2019 | Los Angeles    | Etats-Unis | BMO Stadium                      |
| 17 septembre 2019 | Phoenix        | Etats-Unis | Footprint Center                 |
| 19 septembre 2019 | Albuquerque    | Etats-Unis | Isleta Amphitheater              |
| 21 septembre 2019 | Dallas         | Etats-Unis | Dos Equis Pavilion               |
| 22 septembre 2019 | The Woodlands  | Etats-Unis | Cynthia Woods Mitchell Pavilion  |
| 25 septembre 2019 | San Antonio    | Etats-Unis | Frost Bank Center                |
| 27 septembre 2019 | Mexico         | Mexique    | Palais des sports                |
| 29 septembre 2019 | Mexico         | Mexique    | Palais des sports                |
| 30 septembre 2019 | Mexico         | Mexique    | Palais des sports                |
| 4 octobre 2019    | Rio de Janeiro | Brésil     | Parque Olímpico                  |
| 6 octobre 2019    | São Paulo      | Brésil     | Stade Cícero-Pompeu-de-Toledo    |
| 9 octobre 2019    | Porto Alegre   | Brésil     | Arena do Grêmio                  |
| 12 octobre 2019   | Buenos Aires   | Argentine  | José Amalfitani Stadium          |
| 14 octobre 2019   | Santiago       | Chile      | Movistar Arena                   |
| 15 octobre 2019   | Santiago       | Chile      | Estadio Nacional                 |

| Date              | Ville            | Pays            | Lieu                                   |
| ----------------- | ---------------- | --------------- | -------------------------------------- |
| 22 mai 2022       | Zagreb           | Croatie         | Arena Zagreb                           |
| 24 mai 2022       | Belgrade         | Serbie          | Štark Arena                            |
| 26 mai 2022       | Bucharest        | Roumanie        | Romexpo                                |
| 31 mai 2022       | Kaunas           | Lituanie        | Žalgirio Arena                         |
| 2 juin 2022       | Riga             | Lettonie        | Riga Arena                             |
| 4 juin 2022       | Hyvinkää         | Finlande        | Hyvinkää Airfield                      |
| 7 juin 2022       | Budapest         | Hongrie         | Groupama Aréna                         |
| 11 juin 2022      | Leicestershire   | Angleterre      | Donington Park                         |
| 13 juin 2022      | Belfast          | Irlande du Nord | Ormeau Park                            |
| 16 juin 2022      | Dessel           | Belgique        | Festivalpark Stenehei                  |
| 18 juin 2022      | Copenhague       | Danemark        | Refshaleøen                            |
| 20 jin2 022       | Prague           | Tchéquie        | Sinobo Stadium                         |
| 23 juin 2022      | Oslo             | Norvège         | Ekebergsletta                          |
| 26 juin 2022      | Nanterre         | France          | Paris La Défense Arena                 |
| 27 juin 2022      | Arnhem           | Pays-Bas        | GelreDome                              |
| 30 juin 2022      | Zurich           | Suisse          | Hallenstadion                          |
| 2 juillet 2022    | Cologne          | Allemagne       | RheinEnergieStadion                    |
| 4 juillet 2022    | Berlin           | Allemagne       | Waldbühne                              |
| 7 juillet 2022    | Bologne          | Italie          | Arena Parco Nord                       |
| 9 juillet 2022    | Stuttgart        | Allemagne       | Cannstatter Wasen                      |
| 10 juillet 2022   | Wiener Neustadt  | Autriche        | Neustadt Stadion                       |
| 13 juillet 2022   | Sofia            | Bulgarie        | Arena Armeec Sofia                     |
| 16 juillet 2022   | Athènes          | Grèce           | Olympic Stadium                        |
| 20 juillet 2022   | Breme            | Allemagne       | Buergerweide                           |
| 22 juillet 2022   | Göteborg         | Suède           | Ullevi                                 |
| 24 juillet 2022   | Varsovie         | Pologne         | National Stadium                       |
| 26 juillet 2022   | Francfort        | Allemagne       | Deutsche Bank Park                     |
| 29 juillet 2022   | Barcelone        | Espagne         | Stade olympique Lluís-Companysl        |
| 31 juillet 2022   | Lisbonne         | Portugal        | Estádio Nacional                       |
| 27 août 2022      | Curitiba         | Brésil          | Pedreira Paulo Leminski                |
| 30 août 2022      | Ribeirão Preto   | Brésil          | Arena Eurobike                         |
| 2 septembre 2022  | Rio de Janeiro   | Brésil          | Rock in Rio                            |
| 4 septembre 2022  | São Paulo        | Brésil          | Estádio do Morumbi                     |
| 7 septembre 2022  | Mexico           | Mexique         | Estadio GNP Seguros                    |
| 11 septembre 2022 | El Paso          | Etats-Unis      | Don Haskins Center                     |
| 13 septembre 2022 | Austin           | Etats-Unis      | Moody Center                           |
| 15 septembre 2022 | Tulsa            | Etats-Unis      | BOK Center                             |
| 17 septembre 2022 | Denver           | Etats-Unis      | Ball Arena                             |
| 19 septembre 2022 | West Valley City | Etats-Unis      | USANA Amphitheatre                     |
| 21 septembre 2022 | Anaheim          | Etats-Unis      | Honda Center                           |
| 22 septembre 2022 | Anaheim          | Etats-Unis      | Honda Center                           |
| 25 septembre 2022 | Chula Vista      | Etats-Unis      | North Island Credit Union Amphitheatre |
| 27 septembre 2022 | Concord          | Etats-Unis      | Concord Pavilion                       |
| 29 septembre 2022 | Seattle          | Etats-Unis      | Climate Pledge Arena                   |
| 30 septembre 2022 | Spokane          | Etats-Unis      | Spokane Arena                          |
| 3 octobre 2022    | Sioux Falls      | Etats-Unis      | Denny Sanford Premier Center           |
| 5 octobre 2022    | Chicago          | Etats-Unis      | United Center                          |
| 7 octobre 2022    | Columbus         | Etats-Unis      | Nationwide Arena                       |
| 9 octobre 2022    | Detroit          | Etats-Unis      | Little Caesars Arena                   |
| 11 octobre 2022   | Toronto          | Canada          | Scotiabank Arena                       |
| 12 octobre 2022   | Hamilton         | Canada          | FirstOntario Centre                    |
| 15 octobre 2022   | Ottawa           | Canada          | Centre Canadian Tire                   |
| 17 octobre 2022   | Worcester        | United States   | DCU Center                             |
| 19 octobre 2022   | Elmont           | United States   | UBS Arena                              |
| 21 octobre 2022   | Newark           | United States   | Prudential Center                      |
| 23 octobre 2022   | Washington       | United States   | Capital One Arena                      |
| 25 octobre 2022   | Greensboro       | United States   | Greensboro Coliseum                    |
| 27 octobre 2022   | Tampa            | United States   | Amalie Arena                           |

## Concerts annulés
| Date            | Ville            | Pays                | Lieu                                        | Raison                              |
| --------------- | ---------------- | ------------------- | ------------------------------------------- | ----------------------------------- |
| 1 mai 2020      | Perth            | Australie           | RAC Arena                                   | Pandemie du COVID-19                |
| 3 mai 2020      | Adélaïde         | Australie           | Adelaide Entertainment Centre               | Pandemie du COVID-19                |
| 5 mai 2020      | Brisbane         | Australie           | Brisbane Entertainment Centre               | Pandemie du COVID-19                |
| 7 mai 2020      | Sydney           | Australie           | Qudos Bank Arena                            | Pandemie du COVID-19                |
| 9 mai 2020      | Melbourne        | Australie           | Rod Laver Arena                             | Pandemie du COVID-19                |
| 11 mai 2020     | Melbourne        | Australie           | Rod Laver Arena                             | Pandemie du COVID-19                |
| 13 mai 2020     | Auckland         | Nouvelle-Zélande    | Spark Arena                                 | Pandemie du COVID-19                |
| 30 mai 2020     | Tel Aviv-Jaffa   | Israël              | Stade Bloomfield                            | Pandemie du COVID-19                |
| 16 mai 2020     | Quezon City      | Philippines         | Amoranto Sports Complex                     | Pandemie du COVID-19                |
| 19 mai 2020     | Yokohama         | Japon               | Pia Arena MM                                | Pandemie du COVID-19                |
| 20 mai 2020     | Yokohama         | Japon               | Pia Arena MM                                | Pandemie du COVID-19                |
| 22 mai 2020     | Osaka            | Japon               | EDION Arena                                 | Pandemie du COVID-19                |
| 27 mai 2020     | Dubaï            | Emirats arabes unis | Coca-Cola Arena                             | Pandemie du COVID-19                |
| 30 juin 2020    | Saint-Petersburg | Russie              | Palais des sports de glace Salavat-Ioulaïev | Pandemie du COVID-19                |
| 2 juillet 2020  | Moscou           | Russie              | VTB Dynamo Moscow Stadium                   | Pandemie du COVID-19                |
| 9 juillet 2020  | Weert            | Pays-Bas            | Evenemententerrein Weert                    | Pandemie du COVID-19                |
| 5 juillet 2021  | Bâle             | Suisse              | Halle Saint-Jacques                         | Pandemie du COVID-19                |
| 27 juillet 2021 | Antwerp          | Belgique            | Palais des sports d'Anvers                  | Pandemie du COVID-19                |
| 29 mai 2022     | Kiev             | Ukraine             | VDNG                                        | Invasion russe de l'Ukraine en 2022 |
| 1 juin 2022     | Moscou           | Russie              | VTB Arena                                   | Invasion russe de l'Ukraine en 2022 |

## Membres du groupe
- Steve Harris - basse, choeurs
- Bruce Dickinson - chant
- Dave Murray - guitares
- Nicko McBrain - batterie
- Janick Gers - guitares
- Adrian Smith - guitares, choeurs